# Pension Mimosas
Pension Mimosas is een Franse dramafilm uit 1935 onder regie van Jacques Feyder.

## Verhaal
Louise Noblet houdt een klein pensionnetje aan de Côte d'Azur. Haar man Gaston werkt in het plaatselijke casino. Ze hebben zelf geen kinderen en voeden daarom de jonge Pierre op, terwijl zijn vader een gevangenisstraf uitzit. Als Pierre volwassen is, raakt hij net als zijn vader op het slechte pad. Zijn pleegmoeder blijft hem echter geld geven. Ze wint in het casino zelfs het geld terug dat Pierre van zijn werkgever had gestolen. Pierre heeft intussen al zelfmoord gepleegd.

## Rolverdeling
| Acteur          | Personage     |
| --------------- | ------------- |
| Françoise Rosay | Louise Noblet |
| Paul Bernard    | Pierre        |
| André Alerme    | Gaston Noblet |
| Lise Delamare   | Nelly         |
| Arletty         | Parasol       |
| Jean-Max        | Romani        |
| Raymond Cordy   | Morel         |